# Hoxhë Kadriu
Hoxhë Kadriu, född 1878 i Pristina, Kosovo, Osmanska riket, död den 20 januari 1925, var en albansk nationalist och politiker.
Hoxhë Kadriu fick sin grundläggande utbildning vid en turkiskspråkig skola. Hoxhë Kadriu gick med i ungturkarna i februari 1902. Han fängslades i april 1904 på grund av sin statsomstörtande verksamhet. Han blev frigiven men blev tvungen att leva i exil och försörjde sig som jurist. Vid den ungturkiska revolutions seger 1908 tilläts han att flytta och bedriva studier. På grund av albanska nationalistiska stämningar i det turkiska väldet tvangs han att återigen gå i exil. Den här gången bosatte han sig i Shkodra i norra Albanien och tog aktiv del i det politiska livet i landet. Hoxhë Kadriu grundade Kosovos kommitté för nationellt försvar vars mål var att driva ut serbiska styrkor ur Kosovo. Hoxhë Kadriu innehade rollen som talesman för Albaniens parlament och var justitieminister.